# La Palma (Schiff, 1952)
Die La Palma war ein Kreuzfahrtschiff der griechischen Navicruises Shipping Company, das 1952 als Linienpassagierschiff Ferdinand de Lesseps für die französische Messageries Maritimes in Dienst gestellt wurde. Die La Palma blieb bis November 1996 in Fahrt und ging nach einer mehrjährigen Liegezeit 2003 zum Abbruch ins indische Alang.

## Geschichte
Die Ferdinand de Lesseps entstand unter der Baunummer 1 bei Forges et Chantiers de la Gironde in Bordeaux und wurde am 21. Juli 1951 vom Stapel gelassen. Auf den Tag genau ein Jahr später fand die Übergabe an die Messageries Maritimes statt, die das Schiff am 3. Oktober 1952 auf der Strecke von Marseille nach Mauritius in Dienst stellten. Die Ferdinand de Lesseps besaß drei Schwesterschiffe: Die 1991 als Oceanos gesunkene Jean Laborde, die 1977 abgewrackte La Bourdonnais sowie die 1986 abgewrackte Pierre Loti.
Nach fast siebzehn Jahren im Liniendienst nach Mauritius ging die Ferdinand de Lesseps im April 1969 unter dem Namen Delphi an einen griechischen Reeder, der sie 1970 in Perama zu einem Kreuzfahrtschiff umbauen ließ. Im selben Jahr nahm das Schiff den Betrieb im Mittelmeer auf.

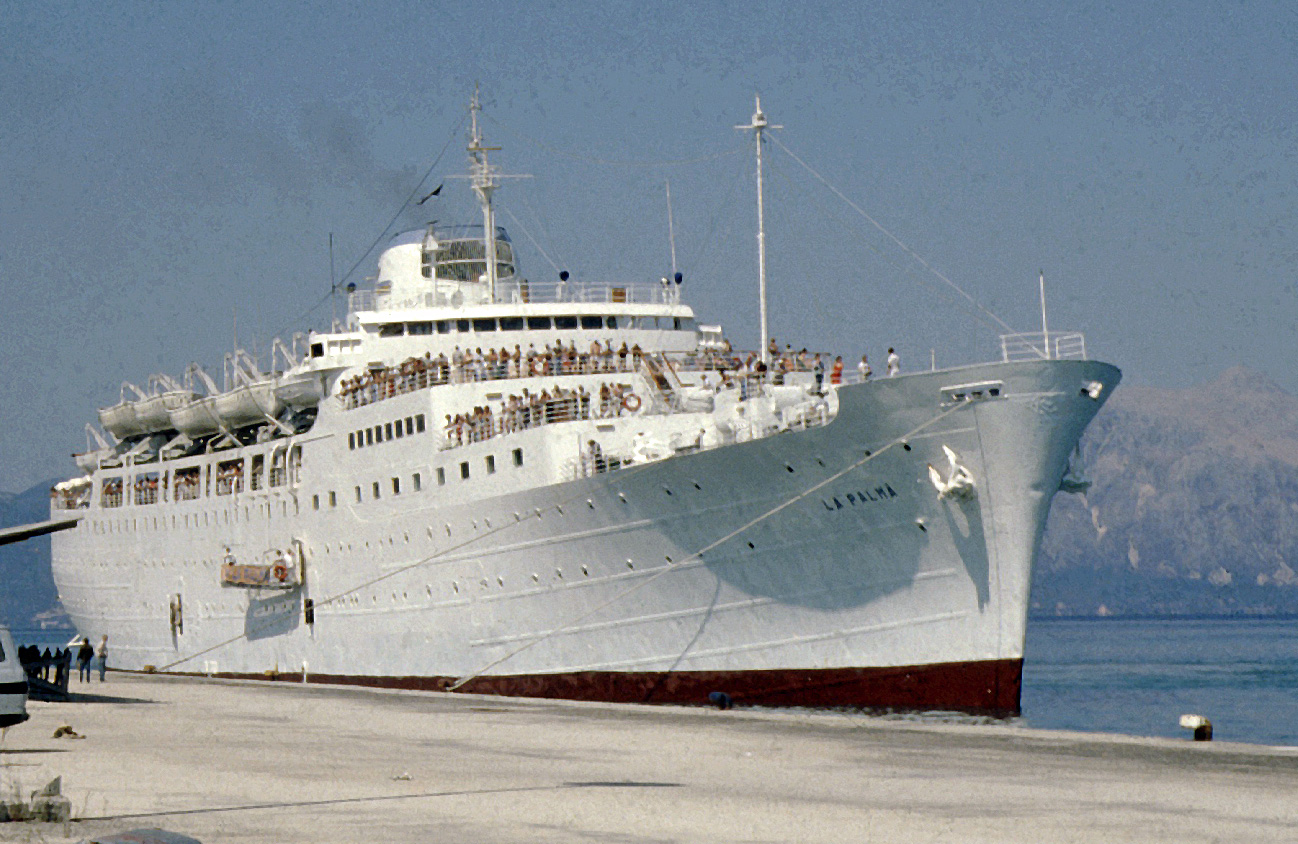
La Palma in Kerkyra, September 1981

Nachdem die Delphi seit November 1976 in Piräus auflag, ging sie 1977 unter dem Namen La Perla an die zypriotische Reederei Perlus Cruises. Nach drei Jahren im Dienst wurde das Schiff jedoch im Januar 1980 in Liverpool arrestiert. Im selben Jahr ging es unter dem neuen Namen La Palma an Intercruises und war fortan für Kreuzfahrten ab Venedig im Einsatz.
1992 wechselte die La Palma erneut den Besitzer und ging an die griechische Navicruises Shipping Company mit Sitz in Piräus, für die sie vier weitere Jahre lang in Fahrt blieb. Am 10. November 1996 wurde das Schiff nach 44 Dienstjahren in Piräus aufgelegt und aufgrund finanzieller Schwierigkeiten des Besitzers im Februar des Folgejahres arrestiert. Nach fast sieben Jahren Liegezeit in Piräus ging die La Palma im Juni 2003 unter dem Überführungsnamen Sagar zum Abbruch ins indische Alang, wo sie am 13. Juli 2003 in der Abwrackwerft von Gupta Steel eintraf.